# Hans Abramson
Hans Erik Vilhelm Abramson, ursprungligen Abramsson, född 5 maj 1930 i Stockholm, död 9 juni 2012 i Valla, Tjörns kommun, var en svensk regissör och manusförfattare.

## Biografi
Abramson arbetade som regiassistent vid Hälsingborgs stadsteater 1952–1953 och som regissör vid Teatern i Gamla stan 1953–1954. På den senare gjorde han sin regidebut 1953 med Georg Büchners Woyzeck. Han anställdes som regiassistent vid SF 1954–1956. Till TV kom han 1956 som och arbetade som en av de första TV-teaterregissörerna fram till 1962 med bland annat En handelsresandes död (1962). Han var även verksam som filmregissör vid SF 1960–1965 och teaterregissör vid Malmö stadsteater 1963–1964. Hans Abramson är begravd på Norums kyrkogård.

## Regi i urval
- 1958 – En stormträta
- 1959 – Vår ofödde son
- 1961 – En handelsresandes död
- 1961 – Ljuva ungdomstid
- 1961 – Briggen Tre Liljor
- 1963 – Lyckodrömmen
- 1965 – För vänskaps skull
- 1966 – Ormen
- 1967 – Bränt barn
- 1967 – Roseanna
- 1970 – Tintomara (film)
- 1976 – A.P. Rosell, bankdirektör
- 1984 – Träpatronerna (TV-serie)
- 1990 – F-E-D-A (TV-serie)
- 1994 – År av drömmar (TV-serie)

### Filmmanus i urval
- 1960 – Balkongen
- 1966 – Ormen
- 1967 – Bränt barn
- 1967 – Roseanna
- 1990 – F-E-D-A (TV-serie)
- 1991 – Villfarelser

## Teater

### Roller
| År   | Roll           | Produktion                     | Regi             | Teater                   |
| ---- | -------------- | ------------------------------ | ---------------- | ------------------------ |
| 1952 | Busschauffören | Jag vill kärleken Jean Anouilh | Ingrid Luterkort | Helsingborgs stadsteater |

### Regi
| År   | Produktion                               | Upphovsmän                                  | Teater               |
| ---- | ---------------------------------------- | ------------------------------------------- | -------------------- |
| 1954 | Monsieur Bob'le                          | Georges Schehadé                            | Teatern i Gamla stan |
| 1962 | Leon Phitts är död Leon Phitts Is Dead   | Mark Zalk Översättning Kik Reeder           | Lilla Teatern        |
| 1963 | Cyrano de Bergerac                       | Edmond Rostand Översättning Harald Molander | Uppsala stadsteater  |
| 1963 | Dödsdansen                               | August Strindberg                           | Malmö stadsteater    |
| 1963 | Den inbillade sjuke Le Malade imaginaire | Molière Översättning Hjalmar Gullberg       | Malmö stadsteater    |

## Radioteater

### Regi
| År   | Produktion      | Upphovsmän    |
| ---- | --------------- | ------------- |
| 1963 | Bastu på badort | Hans Abramson |